# Масальский-Кошуро, Павел Николаевич
Павел Николаевич Масальский-Кошуро (1860, Харьков — 1918, Харьков) — российский государственный деятель, губернатор Акмолинской области, действительный статский советник. Представитель рода Мосальских. Владелец двух имений и 500 десятин земли в Климовичском и Чериковском уездах Могилевской губернии. В глазах современников представлялся как сторонник "жёсткой линии". Стал героем многочисленных анекдотов.

## Биография
Родился в 1860 году в семье мирового судьи в Харькове Николая Васильевича Масльского-Кошуро.  Из дворян римско-католического вероисповедания, внесенного в VI часть дворянской родословной книги по Могилевской губернии. В 1883 г. Окончил Сумскую гимназию и юридический факультет Московского университета, в том же году стал кандидатом права и вольноопределяющимся. В 1884 г. получил звание унтер-офицера 15-го Александрийского драгунского полка в запасе .
Кандидат на судебные должности Московского суда (1884). В 1887 назначен членом Олонецкого суда, и Калужского в 1889 г.. В 1892 г. товарищ прокурора Костромского суда. С 1890-х Действительный член Костромской губернской ученой архивной комиссии.
С 1905 года назначен вице-губернатором Тамбовской губернии. С 1906 по 1907 Астраханский вице-губернатор. С 1907 по 1912 годы был вице-губернатором Таврической губернии. В 1913 году назначен вице-губернатором Харьковской губернии. В 1916 году назначен губернатором Акмолинской области, но продержался на посту несколько месяцев. Был организатором подавления Акмолинского восстания в 1916 году.
Об отъезде П. Н. Мосальского-Кошуро азета «Южный край» писала в своем номере от 25 сентября 1916 года следующее:
«Вчера Масальский-Кошуро окончательно выехал из Омска в Рославль спецвагоном, предоставленным ему по распоряжению из Петрограда. Накануне арестанты местной тюрьмы весь день грузили его имущество. Утром, когда Масальский-Кошуро занял место в вагоне, и вагон был прикреплен к поезду, местный представитель государственного контроля, проходя, заметил, что этот вагон битком набит вещами.

Он пригласил начальника станции. У Павла Николаевича был затребован билет и квитанция на оплату провоза вещей. Этой квитанции у бывшего губернатора не оказалось. Весь багаж был определен в 200 пудов. Управлением Омской железной дороги была дана телеграмма на станцию следования Масальского-Кошуро с предписанием перевесить весь багаж и взыскать тройную провозную плату — в общем около 3500 рублей. Весь инцидент происходил в присутствии провожающих бывшего губернатора лиц, жандармской и наружной полиции»
В сентябре 1916 года назначен членом Совета МВД. Арестован в декабре 1917 года в Харькове отрядами Антонова-Овсеенко. Арестованных содержали в вагонах на 7-й линии Южной железной дороги. Представители коменданта Харькова М. А. Войцеховского и охрана тюремных вагонов до обнаружения трупа заявляли о том, что узник отправлен в Петроград для свершения там над ним правосудия. 16 января 1918 года был найден убитым (предположительно, большевиками) в 4 км от Харькова. По некоторым свидетельствам был убит 5 пулями в лоб.

### Награды[4]
Кавалер орденов Святой Анны и Святого Станислава II-III степеней, серебряной медали в память царствования Императора Александра III (1896)

## Семья
Жена – Ольга Михайловна, урожденная Тарбеева (15.03.1867-?). Внесена в VI часть дворянской родословной книги по Витебской губернии.  В 1914 году при своей квартире открыла мини-лазарет для раненых солдат (на 10 коек), сама вместе с дочерью была сестрами-милосердия.
Их дети: Евгений (28.04.1888—?), Елена (30.03.1889—?), Надежда (18.03.1891—?) и Николай (11.09.1901—?)